# Johann Anton Gotthard von Schaffgotsch
Johann Anton Gotthard Graf von Schaffgotsch, auch Hans Anton von Schaffgotsch auf Greiffenstein, Kynast, Giersdorf u. a.; seit 1708 Reichsgraf (* 19. April 1675 in Breslau, Fürstentum Breslau; † 19. März 1742 ebenda) war Ritter vom Ordens vom Goldenen Vlies und der letzte kaiserlich-königliche Oberlandeshauptmann von Schlesien.

## Leben
Schaffgotsch entstammte der schlesischen Adelsgeschlecht der Grafen von Schaffgotsch. Seine Eltern waren Christoph Leopold von Schaffgotsch (1623–1703) und dessen Ehefrau Agnes, geborene Freiin von Raknitz (1634–1693), verwitwete Gräfin Promnitz.
Schaffgotsch wurde zu Hause erzogen und ging 1690, erst 13 Jahre alt, nach Augsburg, um der Krönung des Römisch-deutschen Königs Joseph I. und der Kaiserin Eleonore beizuwohnen. 1694 wurde er vom Kaiser Leopold I. zum Kämmerer ernannt, anschließend reiste er nach Italien, wo er von Papst Innozenz XII. empfangen wurde. 1698 kam er nach Wien zur Hochzeit des Königs Joseph I. mit Wilhelmine Amalie von Braunschweig-Lüneburg.
Während des Spanischen Erbfolgekrieges begleitete Schaffgotsch 1702 den Kaiser zur Belagerung von Landau. 1703 wurde ihm die Stelle eines „Oberamtsdirektors“ von Schlesien übertragen, zugleich erhielt er die Anwartschaft auf die Verwaltung der Fürstentümer Liegnitz, Brieg und Wohlau.
1704 ernannte ihn der Kaiser zum Landeshauptmann des Herzogtums Schweidnitz-Jauer. Als König Joseph I. zum Kaiser gekrönt wurde, wurde Schaffgotsch in seinen Ämtern bestätigt. 1708 schickte ihn der Kaiser als Prinzipalkommissar in die schlesische Hauptstadt Breslau, wo er der Exekutionskommission der Altranstädter Konvention angehörte. Am 15. April 1708 wurde er zum Reichsgrafen ernannt, außerdem erhielt er den 1635 aberkannten Titel eines Freiherren von Semperfrei.
1711 erteilte Schaffgotsch dem Hirschberger Stadtbaumeister Caspar Jentsch den Bauauftrag für den Neubau der St.-Anna-Kapelle in Seidorf, der 1719 fertiggestellt wurde. 1712 bemühte er sich als Patronatsherr zusammen mit dem Grüssauer Abt Dominicus Geyer um den Wiederaufbau der 1711 abgebrannten Warmbrunner Propsteikirche.
1712 betätigte Kaiser Karl VI. Schaffgotsch abermals in seinen Ämtern. Als der Kaiser 1719 dem Breslauer Fürstbischof Franz Ludwig von Pfalz-Neuburg, der zugleich Oberhauptmann war, wegen dessen häufiger Abwesenheiten das Oberamt entzog und nicht wieder mit einem Mitglied der Fürstenkurie besetzen wollte, übertrug er dessen Amtsgeschäfte dem Landeshauptmann Johann Anton Gotthard von Schaffgotsch. Diesen setzte er als interimistischen Oberamtsdirektor ein und übertrug ihm zugleich den Vorsitz beim Schlesischen Fürstentag. 1731 wurde er vom Kaiser mit dem Orden vom Goldenen Vlies ausgezeichnet.
1734 führte Schaffgotsch neben zwei weiteren kaiserlichen Kommissaren in Breslau den Vorsitz der Landstände in den Herzogtümern. Als der größte Teil Schlesiens im Ersten Schlesischen Krieg 1741 unter König Friedrich II. an Preußen fiel, verlor Schaffgotsch alle Ämter und zog sich nach Böhmen zurück. Als Besitzer von ausgedehnten schlesischen Gütern und Herrschaften musste er bald zurückkehren, um dem preußischen König Friedrich II. zu huldigen. Er starb Anfang 1742 auf der Rückreise von Berlin in Breslau.

### Familie
Schaffgotsch heiratete am 24. Juni 1703 Maria Franziska Gräfin Serényi von Kis-Serény (1679–1707), Tochter von Johann Karl Serényi. Das Paar hatte mehrere Kinder:
- Joseph Wilhelm (*/† 1704)
- Karl Gotthard (1706–1780), kaiserlicher wirklicher Geheimer Rat ⚭ 1731 Maria Anna Johanna Gräfin von Hatzfeld und Gleichen (1711–1784)

Nach dem Tod seiner ersten Frau heiratete er am 29. Juli 1710 Anna Theresia Gräfin von Kolowrat-Novohradsky (1690–1759). Das Paar hatte mehrere Kinder:
- Franz de Paula Gotthard (1711–1738), Oberstleutnant ⚭ 1736 Maria Barbara Gräfin von Schaffgotsch (1721–1789), Tochter von Johann Ernst Anton von Schaffgotsch
- Christoph (* 1712)
- Johann Nepomuk (1713–1775), preußischer Minister, Ritter des Malteserordens
- Leopold Gotthard (1714–1787), ab 1775 Majoratsherr, preußischer Major, ab 1751 Ritter des Malteserordens
- Wenzel (* 1715)
- Philipp Gotthard (1716–1795), Fürstbischof von Breslau (1748–1795)
- Maria Anna Hedwig (1719–1765) ⚭ 1740 Johann Karl von Rebentisch (1710–1765), preußischer Generalmajor
- Joseph (*/† 1720)
- Anton Gotthard (1721–1811) ⚭ 1766 Maria Anna Gräfin Kollonitz von Kollograd (1744–1802)